# Rosángela (telenovela)
Rosángela es una telenovela venezolana realizada en 1979 por el canal Venevisión. Original de José Gabriel Núñez, fue protagonizada por Irán Eory y José Bardina. Y fue la primera telenovela de Venevisión en ser en grabada en su totalidad en colores.

## Trama
La historia de Roságela comienza en el pasado de los protagonistas, con un apasionado amor del cual nacerá una niña, obligando así a casarse a Raúl Cardona con Rosángela. Sólo que las asperezas creadas por las familias de ambos a causa del desnivel social- los obligarán a separarse, iniciándose así el relato en el presente, cuando después de 15 años vuelven a encontrarse en las más ambiguas situaciones. Raúl será y un destacado abogado, casado con la hermosa Eliana, y tiene la Patria Potestad sobre su hija Rosita. En cambio, Rosángela, traumatizada por la falta de su criatura, y por no haber culminado su carrera profesional, se desempeña como trabajadora social en un retén para niños con conducta problemática. 

## Elenco
- Irán Eory † - Rosángela
- José Bardina † - Raúl Cardona
- Eva Moreno † - Griselda
- Alberto Marín † - Adalberto
- Hilda Carrero † - Leticia
- Raúl Xiqués - Daniel
- Haydée Balza - Amelia
- Alicia Plaza - Rosita
- María Eugenia Domínguez - Eliana
- Vicente Quintian - Bernardo
- Omar Omaña - Julio
- José Luis Silva - Luis Miguel
- Carmencita Padrón - Gisela
- Zoe Ducós † - Amanda
- Manuel Escolano- Octavio
- Santiago Ríos - Salvador
- Esperanza Magaz † - Miguelina
- Elba Escobar - Olivia
- Luis Colmenares - Máximo
- Alexis Escámez- Vegas
- Betty Ruth- Martiriqueña
- Lucila Herrera - Mariela†
- Diego Acuña    - Julian
- Manuel Poblete - Gilberto†
- Gustavo González
- Chela D'Gar - Adela†
- Fernando Flores - Raymundo†
- Flor Núñez
- Angie
- Neron Rojas
- Chumico Romero
- Miguel Díaz